# Heliophanus turanicus
Heliophanus turanicus är en spindelart som beskrevs av Dmitry Evstratievich Kharitonov 1969. Heliophanus turanicus ingår i släktet Heliophanus och familjen hoppspindlar. Inga underarter finns listade i Catalogue of Life.